# VW Phideon

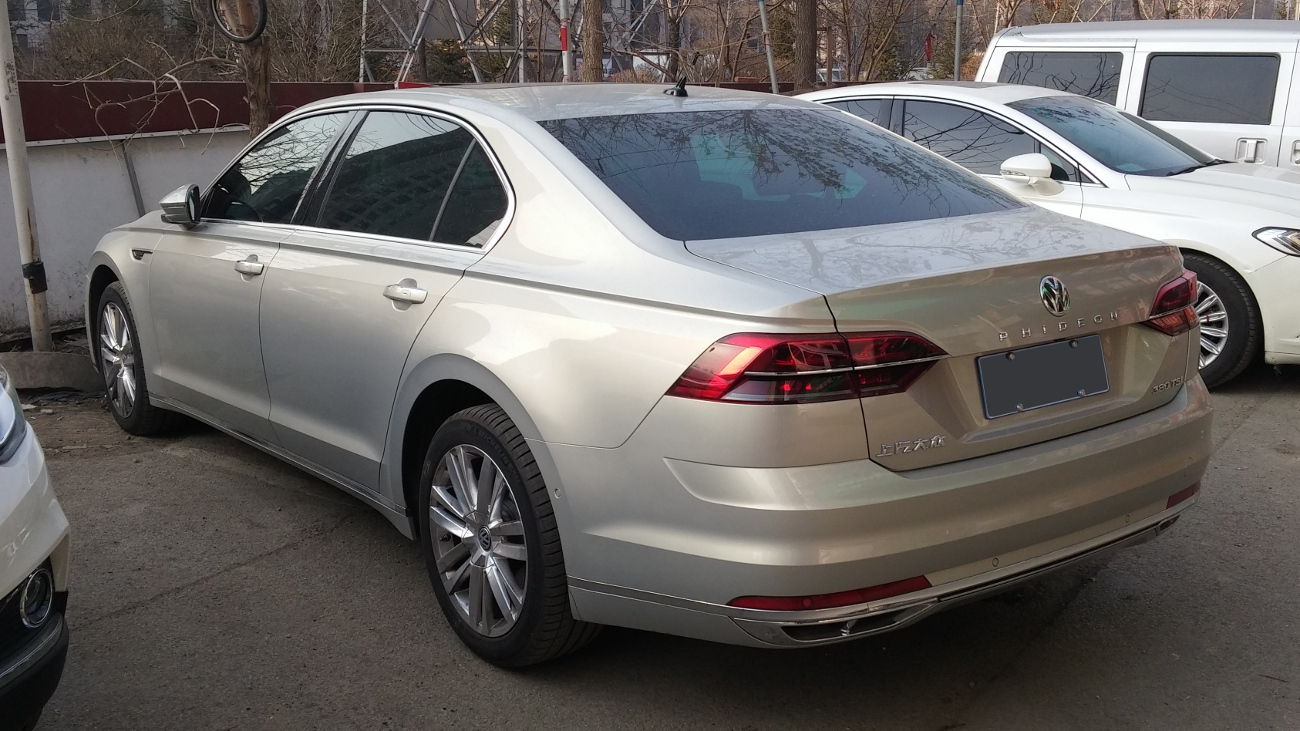
Heckansicht

Der VW Phideon (chinesisch 輝昂 / 辉昂, Pinyin Huī áng) ist eine viertürige Stufenheck-Limousine der Oberklasse des deutschen Automobilherstellers Volkswagen, die in Zusammenarbeit mit SAIC Motor von Shanghai Volkswagen ausschließlich für den chinesischen Markt in Anting gebaut wurde. Das Fahrzeug wurde auf dem Genfer Auto-Salon im Frühjahr 2016 vorgestellt. In China kam die Limousine im Oktober 2016 zu den Händlern.

## Name
Der Name besteht aus dem Kunstwort Phide-on und soll an Fides, die römische Personifikation des Vertrauens, erinnern.

## Modellpflege
Auf der Shanghai Motor Show im April 2017 präsentierte Volkswagen den Phideon als Plug-in-Hybrid-Modell GTE.
Im September 2020 stellte Volkswagen eine überarbeitete Version der Limousine vor.

## Technik
Der Phideon basiert auf der chinesischen Langversion des Audi A6 und nutzt als erster VW den neuen Modularen Längsbaukasten (MLBevo). Zu den Sonderausstattungen gehören LED-Scheinwerfer, ein Head-up-Display, und als erstes bei VW überhaupt, ein kamerabasierter Nachtsicht-Assistent. Außerdem gab es Helfer für das Rangieren und Parken, die Spurführung, das Tempo und den korrekten Abstand.

### Technische Daten
|                                             | 380 TSI                          | 380 TSI                          | 480 V6                           |
| Bauzeitraum                                 | 10/2016–11/2020                  | 01/2019–12/2023                  | 10/2016–11/2020                  |
| Motorkenndaten                              |                                  |                                  |                                  |
| Motortyp                                    | Reihen-Vierzylinder-Ottomotor    | Reihen-Vierzylinder-Ottomotor    | V-Sechszylinder-Ottomotor        |
| Hubraum                                     | 1984 cm³                         | 1984 cm³                         | 2995 cm³                         |
| max. Leistung bei min−1                     | 165 kW (224 PS) / 4500–6250      | 165 kW (224 PS) / 4500–6250      | 220 kW (299 PS) / 5250–6500      |
| max. Drehmoment bei min−1                   | 350 Nm / 1500–4500               | 350 Nm / 1650–4500               | 440 Nm / 2900–4500               |
| Kraftübertragung                            |                                  |                                  |                                  |
| Antrieb, serienmäßig                        | Vorderradantrieb                 | Vorderradantrieb                 | Allradantrieb                    |
| Getriebe, serienmäßig                       | 7-Stufen-Doppelkupplungsgetriebe | 7-Stufen-Doppelkupplungsgetriebe | 7-Stufen-Doppelkupplungsgetriebe |
| Messwerte                                   |                                  |                                  |                                  |
| Höchstgeschwindigkeit                       | 240 km/h                         | 240 km/h                         | 250 km/h (abgeregelt)            |
| Beschleunigung, 0–100 km/h                  | 8,1 s                            | 8,1 s                            | 6,3 s                            |
| Kraftstoffverbrauch auf 100 km (kombiniert) | 7,0 l Super                      | 6,8–7,1 l Super                  | 9,1 l Super                      |
| Leergewicht                                 | 1815 kg                          | 1805–1900 kg                     | 2025 kg                          |
| Tankinhalt                                  | 75 l                             | 75 l                             | 75 l                             |
| Abgasnorm                                   | China V                          | China VI                         | China V                          |